# Phainopepla nitens
La fainopepla (Phainopepla nitens (Swainson, 1838)) è un uccello passeriforme della famiglia Ptiliogonatidae, nell'ambito della quale rappresenta l'unica specie ascritta al genere Phainopepla Baird, 1858.

## Etimologia
Il nome scientifico del genere, Phainopepla, deriva dall'unione delle parole greche φαεινος (phaeinos, "brillante") e πεπλος (peplos, "peplo"), col significato di "dal mantello brillante", in riferimento alla lucentezza del piumaggio: il nome della specie, nitens, deriva invece dal latino e significa anche in questo caso "brillante". Il loro nome comune altro non è che la traduzione di quello scientifico.

## Descrizione

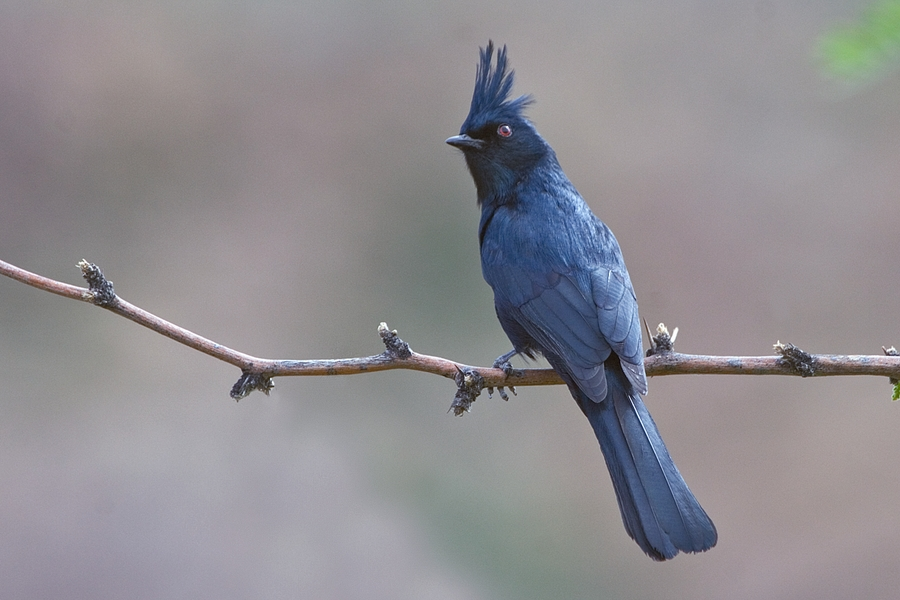
Maschio nella contea di Santa Cruz.

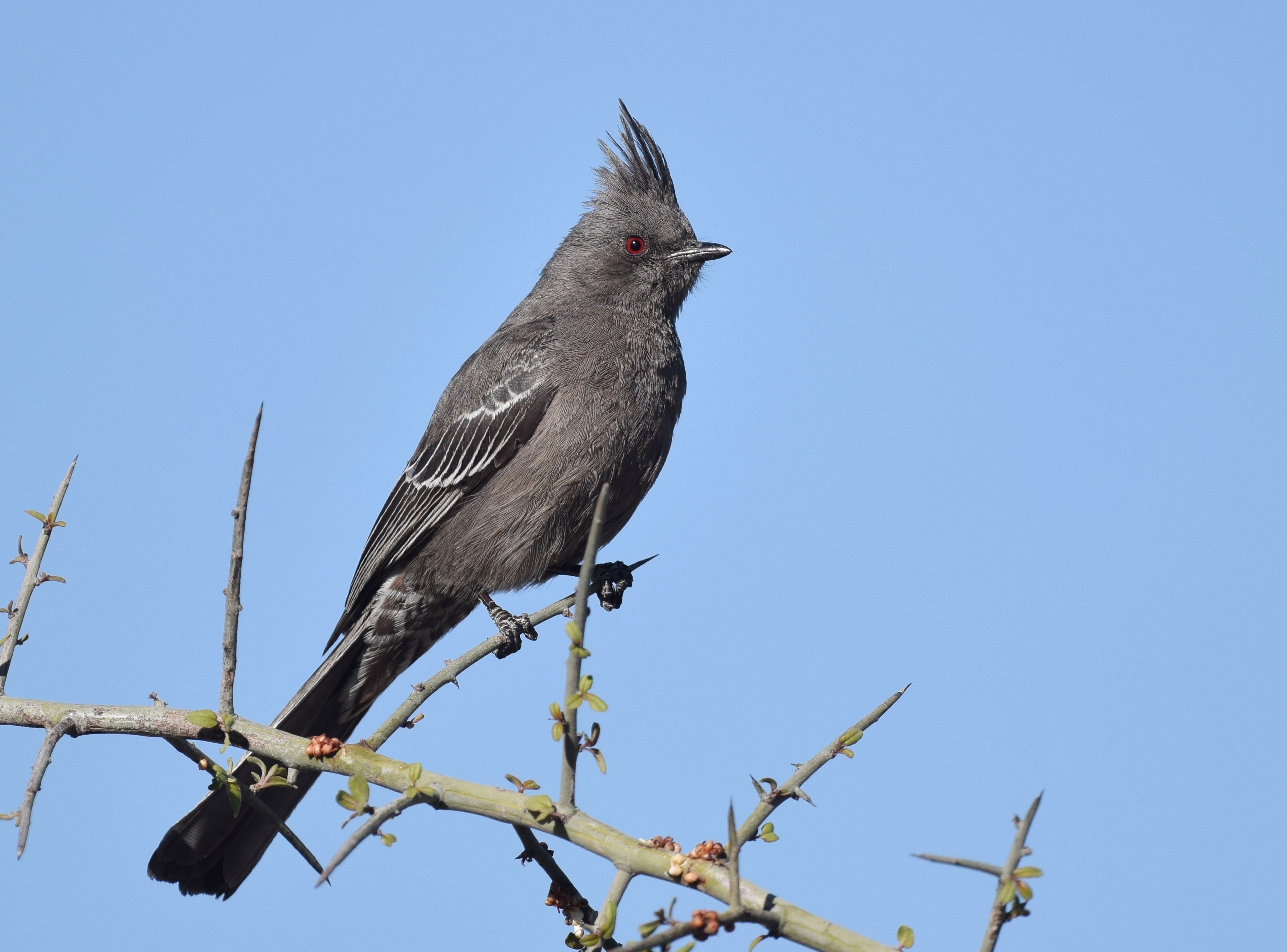
Femmina a Tucson.

### Dimensioni
Misura 18-21 cm di lunghezza, per 22 gr di peso.

### Aspetto
Si tratta di uccelletti dall'aspetto massiccio ma slanciato, con testa arrotondata sormontata da una lunga cresta erettile di penne e munita di corto becco conico e sottile, ali digitate, zampe corte e sottili e lunga coda (circa metò della lunghezza totale dell'animale) sottile e dall'estremità squadrata. 
Il piumaggio, dalla consistenza sericea, presenta dicromatismo sessuale: nei maschi, infatti, l'intera livrea è di colore nero molto lucido (con livello di lucidità legato alla temperatura ed all'umidità dell'aria), con presenza di riflessi metallici di colore bluastro su vertice, nuca, dorso e ventre e purpureo-violaceo su ali (dove le remiganti primarie presentano la parte centrale di colore bianco puro, a dare un forte contrasto cromatico), petto e coda, mentre le femmine sono invece di colore grigio-cenere, più scuro sulla punta della cresta, sulle copritrici, sulle remiganti e sulla coda, dove tende al bruno-nerastro (con le ultime tre parti dove le penne sono scure con orlo grigiastro) e più chiaro e tendente al grigio-biancastro sul ventre, mentre il sottocoda è lievemente più scuro, con le singole penne dall'orlo chiaro.
Il becco e le zampe sono di colore nero-bluastro: gli occhi, invece, sono di colore rosso.

## Biologia

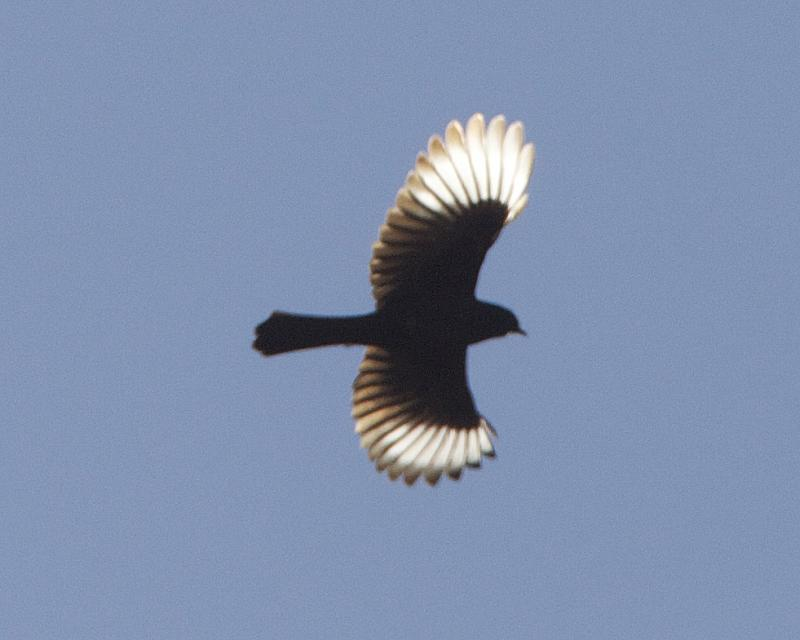
maschio in volo nel Nevada.

La fainopepla è un uccello dalle abitudini di vita essenzialmente diurne e solitarie (sebbene sia possibile osservarne coppie o piccoli gruppetti, generalmente a base familiare), che passa la maggior parte della giornata appollaiato su di un posatoio in evidenza (come ad esempio il ramo sporgente di un albero o un cespuglio) in una caratteristica posizione quasi verticale ed impettita osservando i dintorni, pronto a nascondersi fra la vegetazione o a volare via in caso di pericolo.
Si tratta di uccelli vocali, che si tengono in contatto fra loro mediante un corto richiamo fischiato e ascendente: le fainopeple sono inoltre ottime mime, essendo in grado di imitare i richiami di numerosi altri uccelli, fra cui la poiana della Giamaica ed il picchio dorato, cosa che avviene generalmente in caso di pericolo per disorientare i predatori.

### Alimentazione
Si tratta di uccelli onnivori, la cui dieta si compone in percentuali praticamente identiche di bacche e di piccoli animali.
Fra i cibi di origine vegetale assunti dalla fainopepla figurano essenzialmente piccole bacche (al di sotto dei 5 mm di diametro), in gran parte provenienti dal vischio del deserto col quale la specie vive in mutualismo, mentre fra gli alimenti di origine animale di cui questi animali si cibano vi sono principalmente piccoli insetti alati, che l'animale cattura al volo in maniera simile ai pigliamosche, ed altri piccoli invertebrati reperiti in maniera casuale fra il fogliame durante la ricerca delle bacche.
Il ventriglio della fainopepla presenta una conformazione unica, atta a rimuovere gli involucri delle bacche separandoli dalla polpa, inviando immediatamente quest'ultima allo stomaco e permettendo quindi una digestione più efficiente.

### Riproduzione
Si tratta di uccelli monogami, con la stagione riproduttiva che si limita al periodo compreso fra febbraio e aprile nelle aree più secche e fra maggio e luglio in quelle meno aride.
I due sessi collaborano nelle varie fasi dell'evento riproduttivo: sono ambedue i partner, infatti, a costruire il nido (una struttura a coppa di sterpi e fibre vegetali, costruita su di un cespuglio o un albero essenzialmente dalla femmina, col maschio che può fornire parte del materiale da costruzione), nella cova delle 2-4 uova grigio-rosate con screziature bruno-nerastre (che dura una quindicina di giorni) e nell'allevamento dei nidiacei, i quali, ciechi ed implumi alla schiusa, s'involano attorno ai 19 giorni di vita e divengono completamente indipendenti pochi giorni dopo.

## Distribuzione e habitat

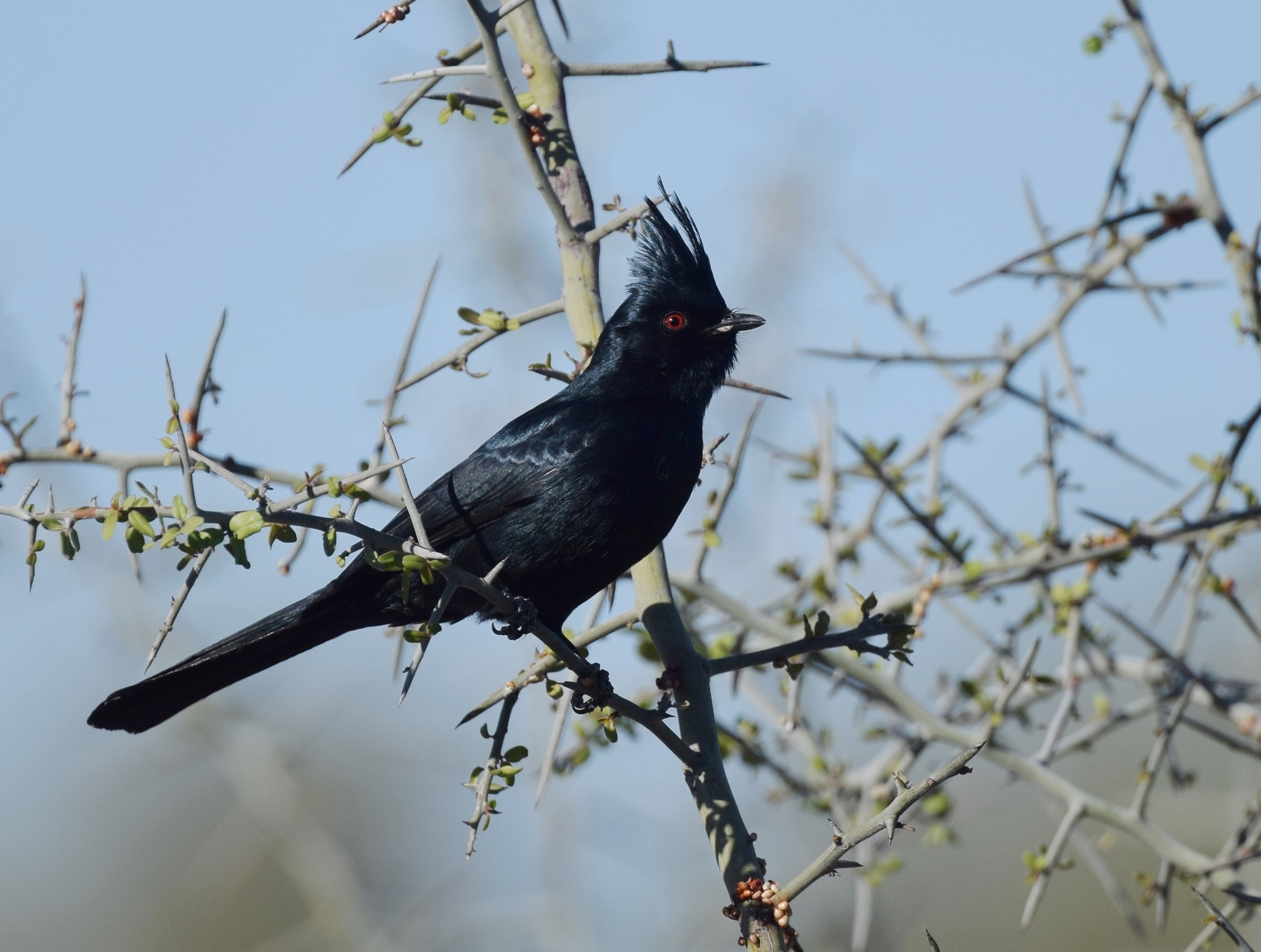
Maschio in Arizona.

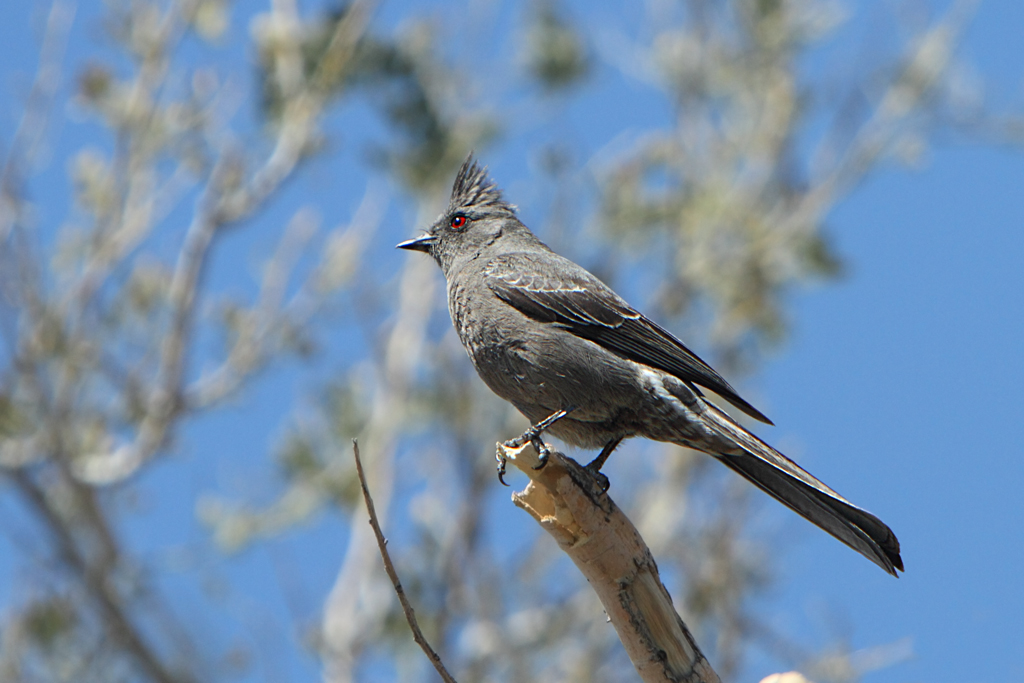
Femmina nel parco statale del deserto di Anza-Borrego.

La fainopepla è diffusa in Nordamerica sud-occidentale, occupando un areale che si estende dalla California centrale (valle di San Joaquin) al Messico centro-settentrionale, attraverso gli Stati Uniti sud-occidentali (Arizona, Utah e Nevada meridionali, Texas sud-occidentale), la penisola di Bassa California (nel sud della quale rappresentano l'unica specie residente) e l'altopiano messicano (dal Sonora nord-occidentale a sud fino all'Hidalgo).
Si tratta di uccelli stanziali nella maggior parte del loro areale: le popolazioni della Baja California Sur rappresentano addirittura l'unica specie residente della zona. Le popolazioni più settentrionali, tuttavia, tendono a migrare verso sud per sfuggire ai rigori dell'inverno, spingendosi a sud in un'area che va dal Tamaulipas meridionale (dove si congiungono alle popolazioni qui residenti) all'Oaxaca centrale.

Gli esemplari isolati di ritorno dalle aree di svernamento possono spingersi più a nord del consueto areale, con un singolo esemplare che si è spinto fino a Brampton, nell'Ontario.
L'habitat di questi uccelli è rappresentato dalle aree semidesertiche e desertiche, con predilezione in queste zone nelle aree di boscaglia, chaparral e foresta ripariale.

## Tassonomia
Se ne riconoscono due sottospecie:

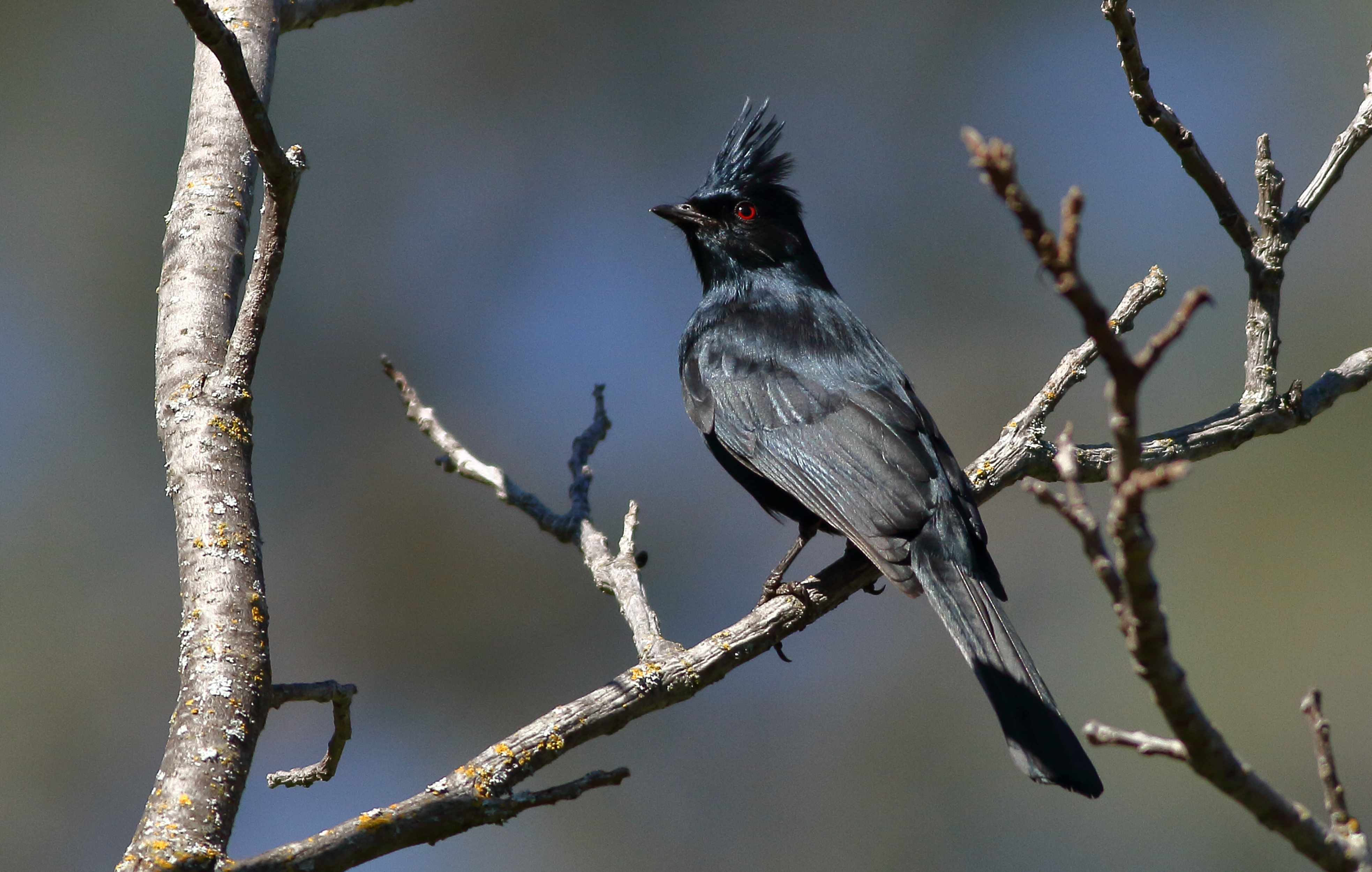
Maschio della sottospecie lepida a Winters.

- Phainopepla nitens lepida van Tyne, 1925 - diffusa nella porzione occidentale dell'areale occupato dalla specie, ad est fino al Chihuahua nord-occidentale;
- Phainopepla nitens nitens (Swainson, 1838) - diffusa nella porzione orientale dell'areale occupato dalla specie;